# Katie Sereika
Katie Sereika (* in Rochester, Monroe County, New York) ist eine US-amerikanische Schauspielerin, Yogini und Model.

## Leben
Sereika wurde im November in Rochester als Tochter deutschstämmiger Eltern geboren. Sie wuchs als Leistungssportlerin auf und spielte Basketball für die New York Panthers. Sie entschied sich trotz einiger Angebote gegen eine Karriere als Profisportlerin und machte ihren Bachelor of Fine Arts in Musical Theatre. Ein Auslandssemester bestritt sie in London. Zurück in New York City lag ihr Fokus auf Schauspiel und Gesang, später zog sie nach Colorado. Dort unterschrieb sie einen Schauspiel- und Modelvertrag bei einer Agentur aus Denver.
Ihre erste Filmrolle hatte sie 2011 im Kurzfilm Legends of the Hidden Coats. 2019 bekam sie die Hauptrolle der Audrey in dem Fernsehpiloten Dawn of the Hawk, bei der sie ihre Ukulele-Kenntnisse mit einbringen konnte. Im Folgejahr war sie in der Komödie The Hangry Dead: The Biggest Instagram Movie Ever als Billy Jo zu sehen. 2021 erhielt sie eine Charakterrolle in der Pilotfolge zur Fernsehserie Truth, Lies & Coverups. Im selben Jahr spielte sie als Eva Kuleshov eine der Hauptrollen im Mockbuster Ape vs. Monster.

## Filmografie (Auswahl)
- 2011: Legends of the Hidden Coats (Kurzfilm)
- 2019: Dawn of the Hawk (Fernsehfilm)
- 2020: The Hangry Dead: The Biggest Instagram Movie Ever
- 2021: Truth, Lies & Coverups (Fernsehserie, Episode 1x01)
- 2021: Ape vs. Monster